# Cianato d'ammonio
Il cianato d'ammonio è un sale inorganico di formula NH4OCN costituito dal catione ammonio NH+4 e dall'anione cianato OCN−. A temperatura ambiente appare come un solido cristallino incolore, facilmente solubile in ambiente acquoso nel quale si trova in equilibrio con l'urea, molecola organica di formula NH2-CO-NH2. Il composto ha avuto una certa importanza nella storia della chimica e della biologia, in quanto la scoperta dell'equilibrio con l'urea dimostrò che composti organici ed inorganici potevano essere mutuamente convertibili, "rompendo", per così dire, la netta separazione concettuale tra le discipline della chimica organica e della chimica inorganica imposta dal pensiero vitalista.

## Reattività
La reattività del cianato d'ammonio è caratterizzata dall'equilibrio che instaura con l'urea quando viene posto in ambiente acquoso:
{\displaystyle {\ce {NH4OCN <=> NH2-CO-NH2}}}
L'equilibrio è quasi completamente spostato verso destra, sicché solo una piccola parte del sale rimane tale in soluzione. Durante il processo possono aver luogo meccanismi secondari di modestissima entità che portano alla formazione dell'anione carbonato.